# Фии, Томас Шимус
Томас Шимус Фии (ирл. Tomás Séamus Ó Fiaich; 3 ноября 1923 — 8 мая 1990) — ирландский кардинал. Архиепископ Армы с 18 августа 1977 по 8 мая 1990. Кардинал-священник с титулом церкви Сан-Патрицио с 30 июня 1979.